# ティンプレート
ティンプレートとは、ブリキ製品の総称であり、日本では、狭義にブリキ製のアンティーク玩具を示す場合が多い。また、スケールモデルと玩具を分類する上で使用される場合もある。

## 主なメーカー・ブランド
日本
- 増田屋斎藤貿易
- バンダイ
- 大阪ブリキ玩具資料室 (復刻版を生産)
- 米澤玩具
- 野村トーイ
- ビリケン商会 (復刻版を生産)
- イチコー
- ポピー
- マルサン商店
- ブルマァク
- 寺井商店 (ダイヤ)
- 堀川玩具
- 日本アルプス玩具
- 矢野満
- 三橋玩具
- タカトクトイス
- 明光商事

ドイツ
- ビング
- Schuco
- ジョージ・カレット

スペイン
- PAYA

チェコ
- ETS[1][2]
- Zanka[3]